# Aleksejs Anufrijevs
Aleksejs Anufrijevs, décédé en 1945, est un ancien joueur letton de basket-ball.

## Palmarès
- Champion d'Europe 1935